# Station Säffle
Station Säffle is een spoorwegstation aan de Vänerbanan in de Zweedse plaats Säffle.

## Treinverbindingen
| Serie | Treinsoort            | Route                                                                                        | Bijzonderheden                                       |
| ----- | --------------------- | -------------------------------------------------------------------------------------------- | ---------------------------------------------------- |
| 71    | Stoptrein (VTAB)      | Karlstad – Kil – Säffle – Åmål                                                               |                                                      |
| 71    | Sneltrein (Väst / SJ) | (Karlstad – ) Säffle – Öxnered – Trollhättan – Göteborg                                      | Treinen van Västtågen rijden niet verder dan Säffle. |
| 75    | Stoptrein (TÅGAB)     | Falun – Borlänge – Ludvika – Kristinehamn – Karlstad – Kil – Säffle – Trollhättan – Göteborg | Stopt beperkt op de stations Nässundet en Grums.     |